# Xigebi (köpinghuvudort i Kina, Xinjiang Uygur Zizhiqu, lat 44,05, long 85,52)
Xigebi (kinesiska: 西戈壁, 西戈壁镇) är en köpinghuvudort i Kina. Den ligger i den autonoma regionen Xinjiang, i den nordvästra delen av landet, omkring 170 kilometer väster om regionhuvudstaden Ürümqi. Antalet invånare är 9 340. Befolkningen består av 4 374 kvinnor och 4 966 män. Barn under 15 år utgör 19,0 %, vuxna 15-64 år 74 %, och äldre över 65 år 5,0 %.
Runt Xigebi är det glesbefolkat, med 16 invånare per kvadratkilometer. Xigebi är det största samhället i trakten. Trakten runt Xigebi består i huvudsak av gräsmarker.
Genomsnittlig årsnederbörd är 287 millimeter. Den regnigaste månaden är juli, med i genomsnitt 53 mm nederbörd, och den torraste är februari, med 11 mm nederbörd.